# Ermanno Mosterts
Ermanno Mosterts, nato Hermann Mosterts (Rees, 8 agosto 1840 – Somma Lombardo, 20 novembre 1922), è stato un imprenditore e dirigente d'azienda tedesco naturalizzato italiano.

## Biografia
Nato a Rees, in Germania, l'8 agosto 1840, da una famiglia di origini olandesi, Ermanno Mosterts era figlio di Arnold Franz e della moglie Dorothea Thepahs. Giovanissimo si interessò ai prodotti della nascente industria tessile, creando una piccola azienda a produzione artigianale nel proprio paese di origine. Poi, nel 1867, decise di aprire uno stabilimento a Milano, in via Quadronno, per la produzione di scialli di lana, riscuotendo un notevole successo commerciale.
Mosterts, che aveva conservato la cittadinanza d'origine, fu richiamato alle armi nel 1870 e venne arruolato nell'esercito prussiano in cui combatté come ufficiale nella battaglia di Sedan contro i francesi.
Tornato a dirigere lo stabilimento di Milano dopo la sconfitta di Napoleone III, si sposò nel 1874 e si specializzò nella lavorazione della flanella per la camiceria maschile, giungendo nel 1876 assieme alla moglie Ida Saltzmann ad aprire una prima fabbrica specializzata ed automatizzata a Somma Lombardo, in provincia di Varese, dove la famiglia dei Visconti di Somma gli concesse un vasto appezzamento ai piedi del complesso medievale del castello locale (di loro proprietà), dove si trovava una struttura agricola. Alla produzione degli scialli e alla lavorazione della flanella, Mosterts affiancò una filanda, una tintoria e un reparto per il finissaggio dei prodotti tessuti.
Con l'espansione delle richieste, nel 1883 Mosterts richiese ai Visconti anche l'utilizzo della Roggia Visconti a Maddalena, frazione di Somma Lombardo, e poté così utilizzare le sue acque,  fondamentali per il funzionamento dei macchinari industriali. Successivamente l'imprenditore decise di trasferire in quella località l'intero suo stabilimento, con l'intento di utilizzare l'acqua del fiume Ticino per la produzione. La realizzazione del nuovo stabilimento avvenne al fianco di quella che un tempo era la fiorente manifattura Weimann & Sormani (la prima filatura di cotone lungo il corso del Ticino), che era stata distrutta nel 1892 da un violento incendio. Mosterts acquistò anche quella parte, per espandere ulteriormente la propria produzione che giunse col tempo ad esportare anche in Inghilterra e nelle colonie dell'Impero britannico. Inoltre Mosterts fece pressione anche affinché la casa dei duchi Visconti di Modrone gli consentisse di realizzare una prima colonia industriale da affiancare alle strutture produttive:
(Ermanno Mosterts in una lettera al duca Visconti di Modrone)
Nel 1901 commissionò all'architetto Luca Beltrami la costruzione di una villa a Somma Lombardo, in stile liberty, realizzata tra il 1903 ed il 1905. Divenne quindi consigliere della Società Germanica di Beneficenza di Milano.
Nel 1915, dopo l'entrata dell'Italia nella prima guerra mondiale, il suo stabilimento a Somma Lombardo venne posto sotto commissariamento in quanto non era ammesso che un imprenditore di una nazione con la quale l'Italia era in guerra potesse produrre stoffe e prodotti di lana per l'esercito italiano, come a Mosterts era stato prospettato da alcune aziende fornitrici.
Morì a Somma Lombardo il 20 novembre 1922. La città di Somma Lombardo gli ha dedicato una via, nei pressi dell'Aeroporto di Milano-Malpensa. Suo nipote, l'ingegner Guido, sposò una figlia del barone Goffredo de Banfield, asso dell'aviazione austriaca durante la prima guerra mondiale. Un'altra sua nipote, Carla, sposò Giansandro Bassetti dell'omonima azienda di stoffe milanese.